# Herestraat 52
Het pand aan de Herestraat 52 in Groningen is een monumentaal pand, dat in 1892 werd gebouwd naar een ontwerp van de architect P.M.A. Huurman.

## Geschiedenis en beschrijving
Herestraat 52 werd in 1892 gebouwd in opdracht van de Groninger hotelhouder Jan Hendrik Willems. Het pand werd door de architect Huurmans ontworpen in een eclectische bouwstijl. Het gebouw heeft tot ver na de Tweede Wereldoorlog dienstgedaan als hotel. In de jaren zestig van de 20e eeuw werd het hotel gesloten. Er werd een andere bestemming aan het pand gegeven. Er werd onder meer een sportartikelenzaak in het pand gevestigd. Na het vertrek van deze zaak in het begin van de jaren tachtig was het voormalige hotel enige tijd gekraakt, maar werd in maart 1981 ontruimd door de politie. Daarna werden er wooneenheden gerealiseerd door de Stichting Studenten Huisvesting. De benedenverdieping kreeg een winkel- en een horecafunctie.
Het pand steekt boven de naastgelegen panden uit en telt drie bouwlagen en een mezzaninelaag met een forse balustrade als bekroning. De symmetrisch vormgegeven voorgevel heeft een breedte van zeven raamvlakken, een patroon dat op de begane grond niet wordt doorgezet. Daar bevinden zich twee gescheiden winkelpuien. De eerste verdieping heeft aan de linker- en aan de rechterzijde een balkon bij respectievelijke het tweede en het zesde raamvlak, die beide iets naar voren steken. De voorgevel is boven de pui voorzien van een pleisterlaag, waarin decoratieve elementen zijn aangebracht.
Het pand aan de Herestraat 52 is erkend als rijksmonument vanwege de cultuur- en architectuurhistorische waarde. Onder meer de fraaie vormgeving van de voorgevel, de situering in de oostelijke gevelwand van de Herestraat en het feit dat het pand gezien kan worden als een karakteristiek voorbeeld van het werk van Huurman speelden een rol bij de toewijzing tot rijksmonument.